# 贝林佐纳三座要塞及防卫墙和集镇
贝林佐纳三座要塞及防卫墙和集镇为瑞士的一处世界文化遗产，位于提契诺州的首府贝林佐纳，主要包括三座城堡：大城堡（卡斯特尔格朗德）、卡斯特罗·蒙特贝罗、卡斯特罗·萨索·科尔巴洛以及周边的要塞。贝林佐纳地处阿尔卑斯山脉的重要的交通要道，在罗马时代就已经繁荣。现存要塞建于中世纪，为当时要塞建筑的典范，至今仍然保留当时的面貌。2000年被列入世界遗产。
- 大城堡（Castel Grande）
  - 白塔（Torre Bianca）
- 蒙特贝罗城堡（Castello di Montebello）
- 萨索科尔巴洛城堡（Castello di Sasso Corbaro）

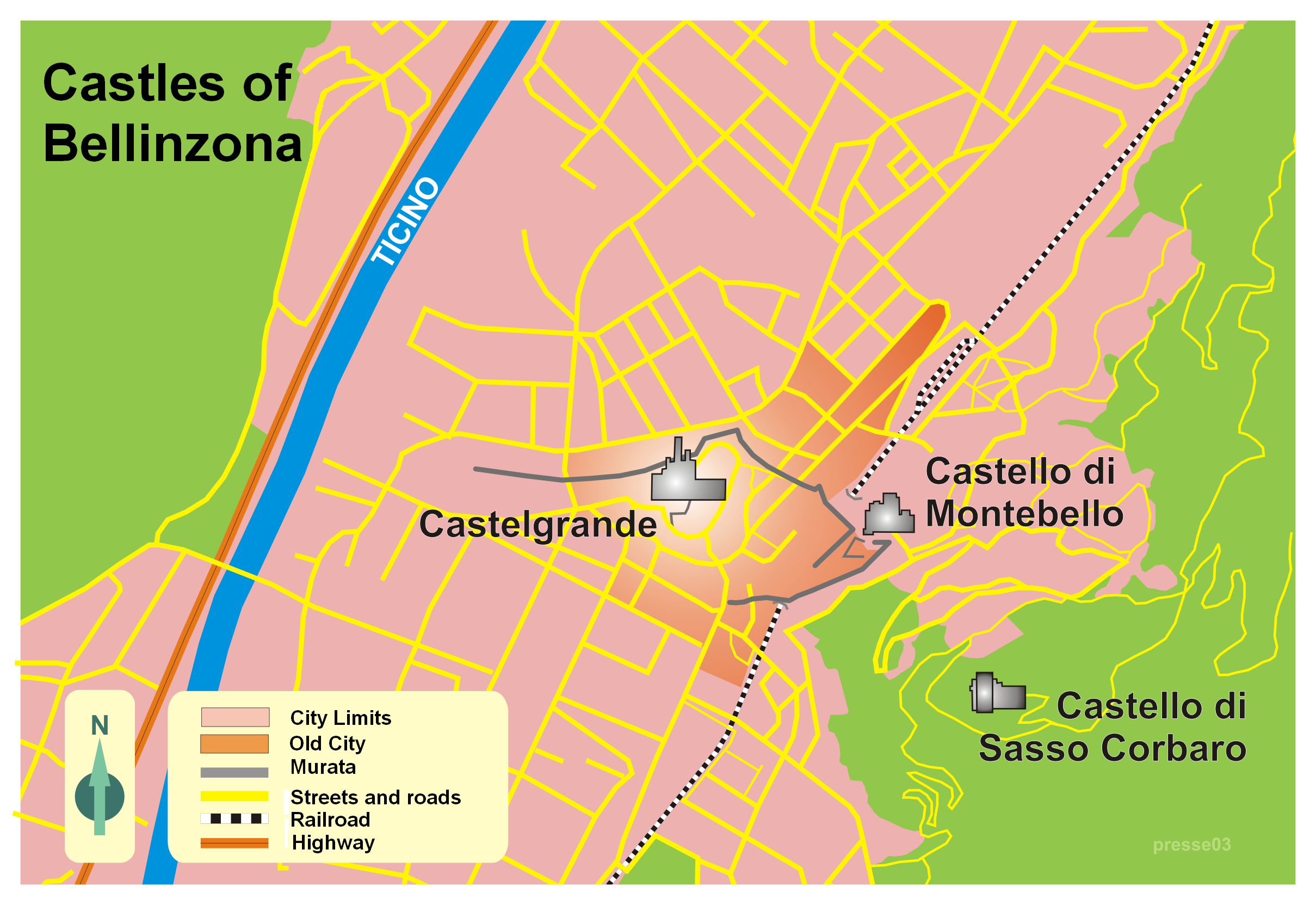
三座城堡的位置
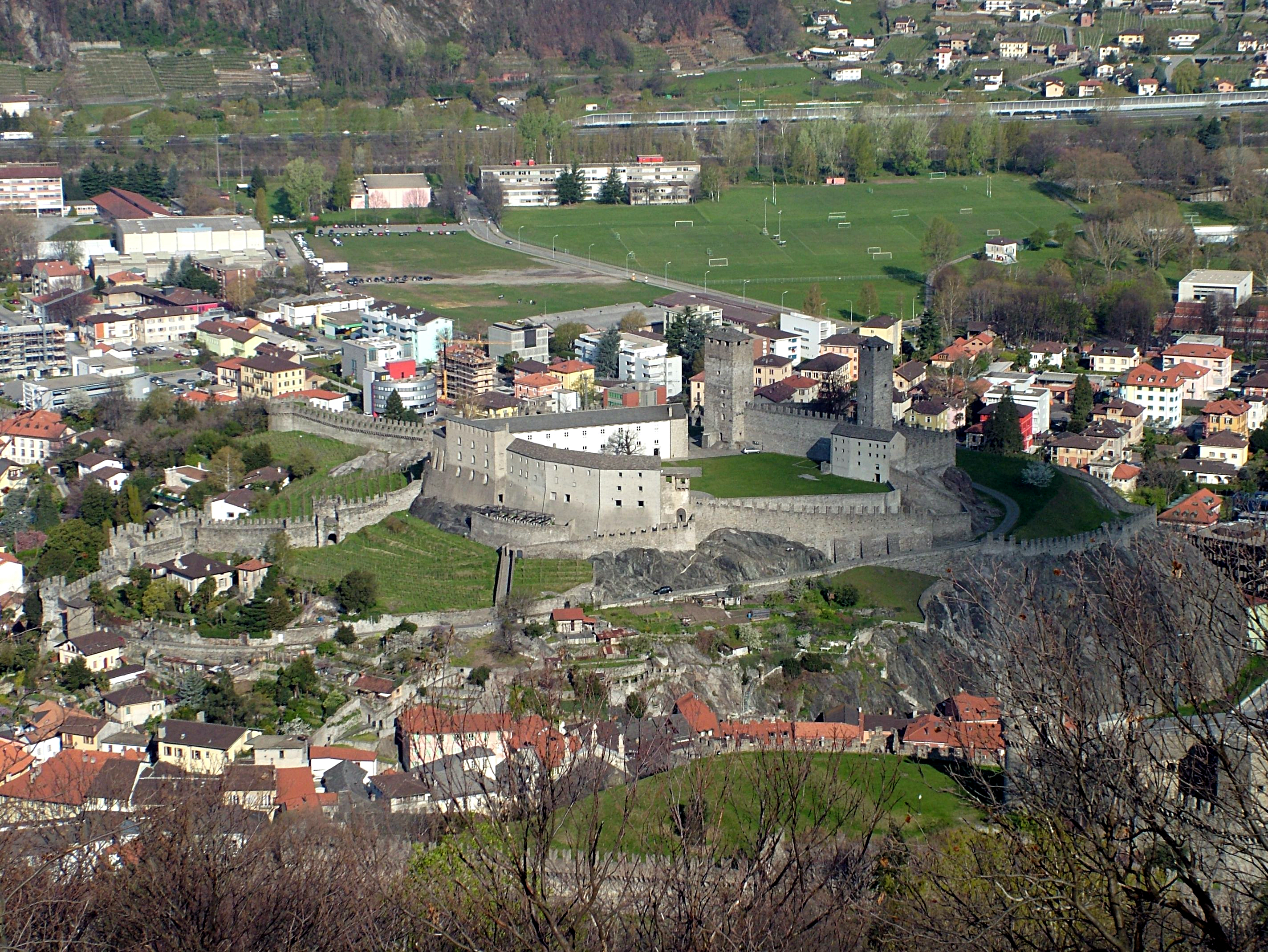
大城堡
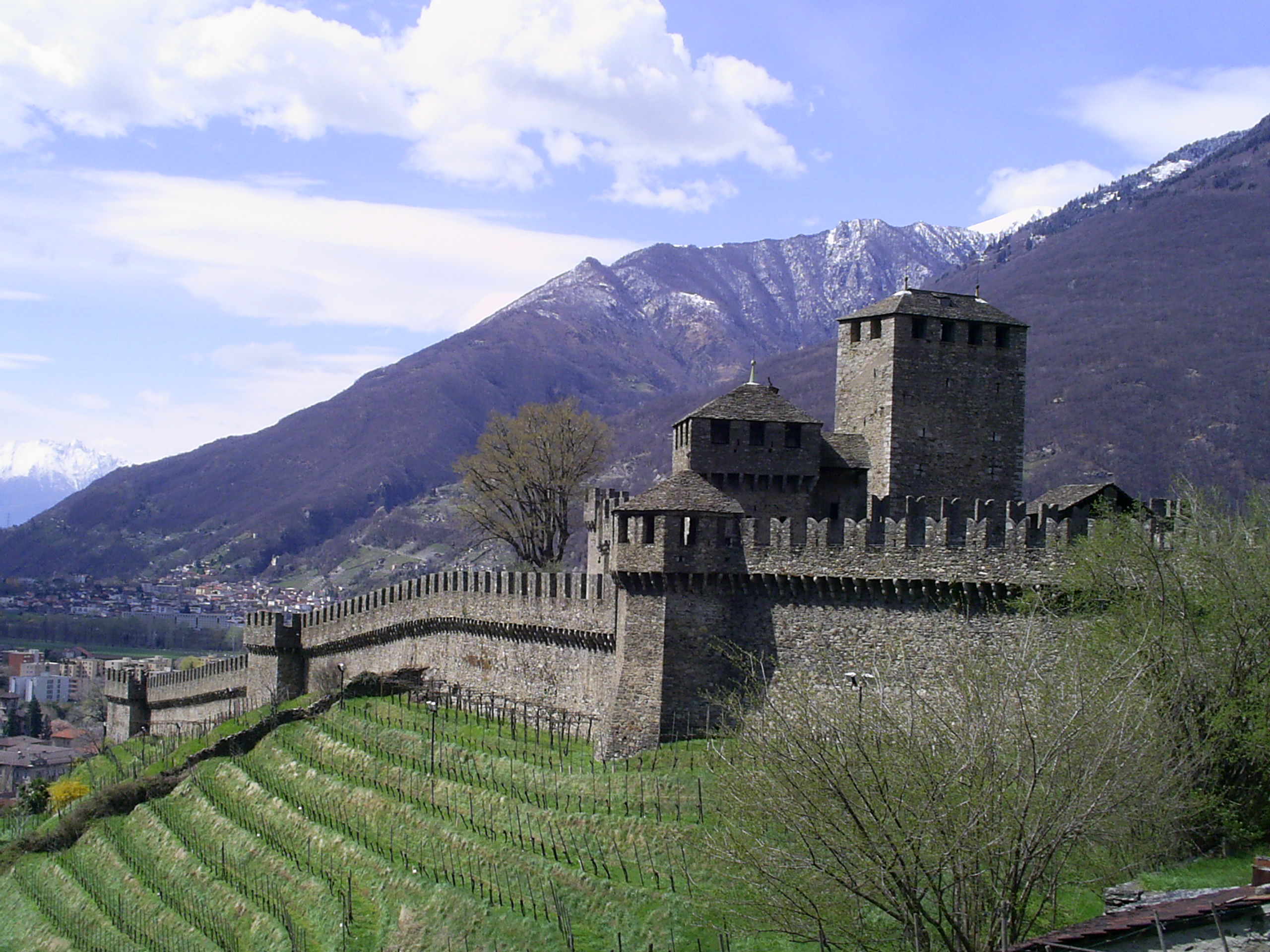
卡斯特罗·蒙特贝罗城堡
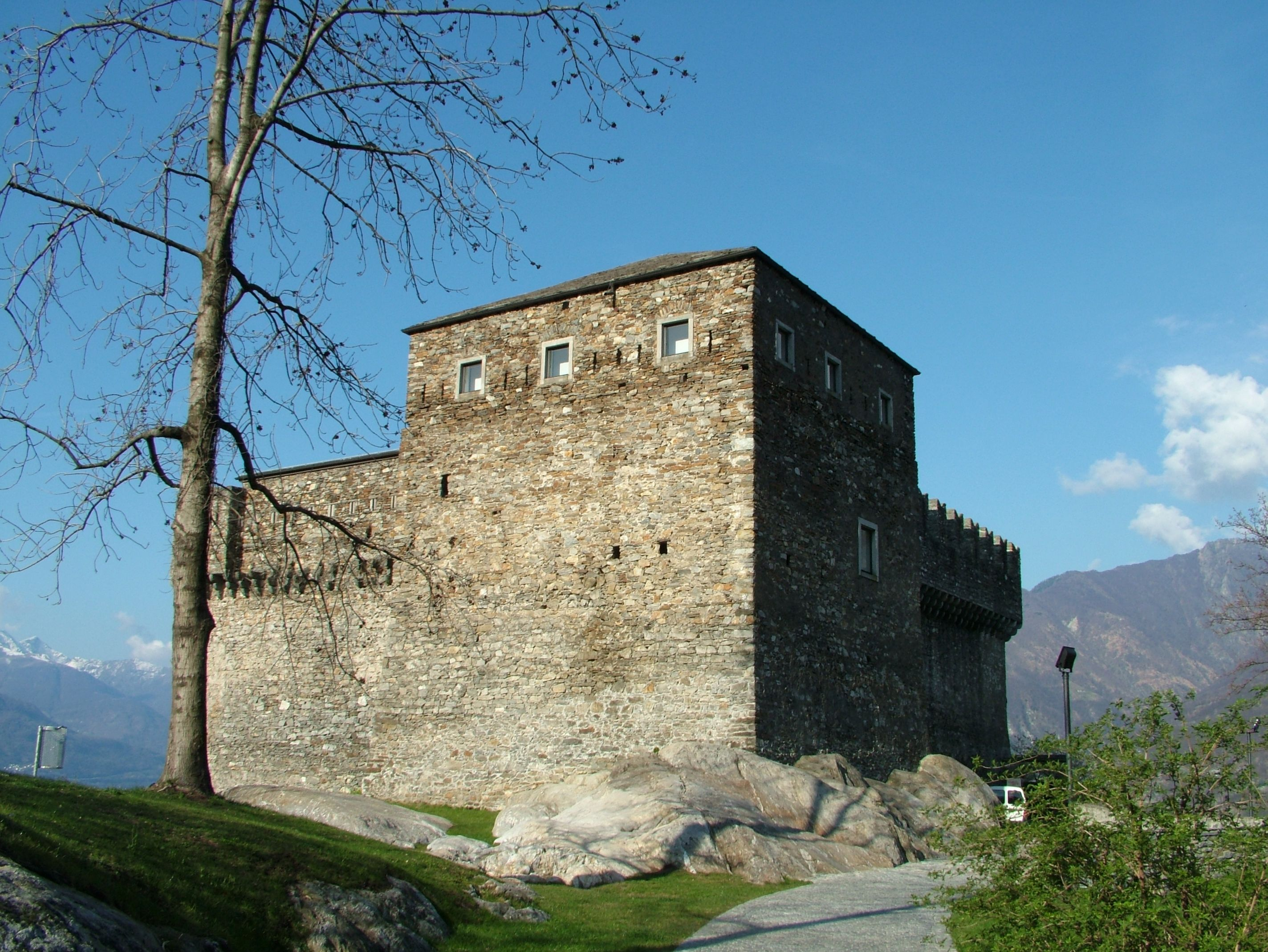
卡斯特罗·萨索·科尔巴洛城堡
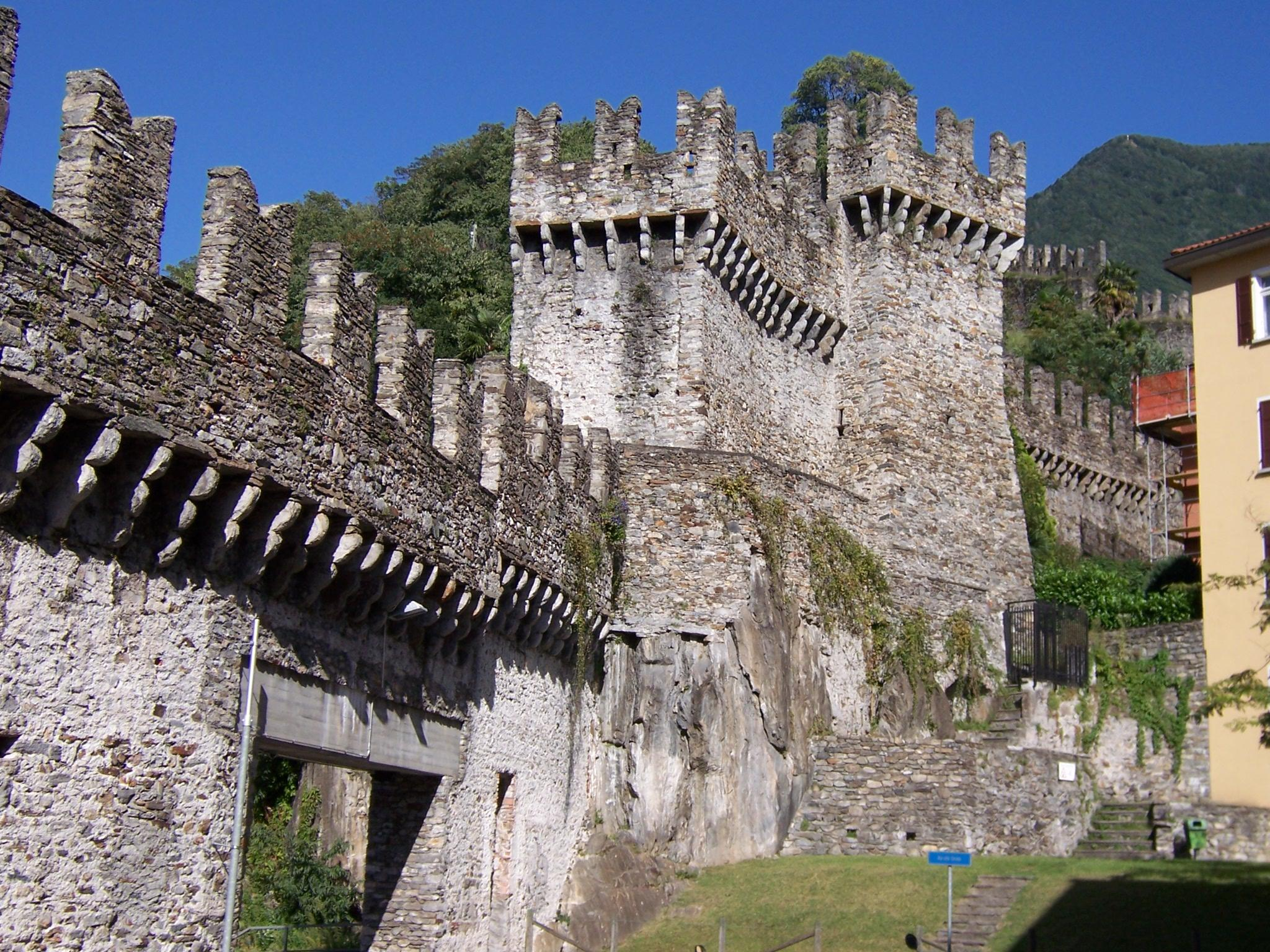
贝林佐纳的防卫墙